# Іван Дубович
Іван Дубович (?, Вільно — 1646, Дермань) — греко-католицький письменник-полеміст, чернець василіянського чину. Брат Олексія Дубовича.

## Життєпис
Народився у Вільні в родині міщан (можливо, був сином бурмістра). 1619 року став намісником полоцького і вітебського унійного архієпископа Йосафата Кунцевича. Перебував у Могильові, де на ґрунті міжконфесійної ворожнечі вдавався до репресій проти православних.
У 1623 році за завданням митрополита Йосифа Велямина Рутського, а також Йосафата Кунцевича прибув до Києва для переговорів з київським православним митрополитом Йовом Борецьким щодо об'єднання православної та унійної церков і створення на цій основі окремого патріархату. Пропозиції Дубовича знайшли прихильний відгук у Мелетія Смотрицького. Втім, місія Дубовича завершилася невдачею через несприйняття планів об'єднання двох церков православними мирянами, насамперед запорозькими козаками.
У 1634 році Дубович отримав архімандритство в Пінському Ліщинському монастирі, однак того ж року переїхав до Дерманського Свято-Троїцького монастиря, де був призначений архімандритом. У 1638 році холмський унійний єпископ Методій Терлецький відібрав у нього дерманське архімандритство, однак згодом повернув Дубовича на посаду архімандрита у Дерманському монастирі, де він працював до смерті. Касіян Сакович стверджував, що І. Дубович значно розбудував монастир.

## Письменницька спадщина
У своїх творах, зокрема рукописній праці «Оборона соборної апостольської церкви проти усіх єретиків» (1639), а також у творі «Ієрархія, або зверхність у Божій Церкві», «Календар правдивий Христової Церкви» (обидва — 1644) виступав з апологетикою унійної церкви, торкався питань церковної історії. Можливо, є автором полемічної праці (що не дійшла до наших днів), спрямованої проти книги Касіяна Саковича «Перспектива» (Краків, 1642).
На основі праць Мартіна Кромера та Мацея Стрийковського Дубович підготував рукопис компілятивного трактату «Хроніка, або Сумаріуш», присвяченого історії Церкви з найдавніших часів до 1600 року. Іван Дубович обороняв введення григоріанського календаря, високо оцінював астрономічні дослідження Миколая Коперника, але заперечував геліоцентричну теорію.

### Твори
- «Kazanie na pogrzebie jaśnie wielmożney Paniey Paniey Barbary Naruszewiczowny Januszowey Skuminowey Tiszkiewiczowey… [Архівовано 30 березня 2017 у Wayback Machine.]» (Wilno 1627)
- «Hierarhia abo o zwierchności w Cerkwi Bożey [Архівовано 30 березня 2017 у Wayback Machine.]» (Lwów 1644),
- «Kalendarz prawdziwy Cerkwi Chrystusowej [Архівовано 30 березня 2017 у Wayback Machine.]» (Wilno 1644),
- «Собраніе короткой науки о артикулах віри» (1645).